# ユリヤ・スヴィリデンコ
- ユリヤ・スヴィリデンコ
- ユリヤ・スビリデンコ

ユリヤ・アナトリイーヴナ・スヴィリデンコ (ウクライナ語: Юлія Анатоліївна Свириденко, ラテン文字転写: Yulia Anatoliivna Svyrydenko, 1985年12月25日 - ) はウクライナの政治家。2025年7月17日より同国首相を務めている。日本の報道では「スビリデンコ」の表記もみられる。

## 教育
2008年、キーウ国立貿易経済大学を独占禁止管理の学位で卒業。

## 経歴
- 2020年5月5日、ウクライナ大統領ウォロディミル・ゼレンスキーは、スヴィリデンコをウクライナのドンバスの状況を解決するための（ウクライナ-欧州安全保障協力機構-ロシア）三国間連絡グループの社会・経済問題に関するサブグループのウクライナ代表として任命。
- 2020年12月22日、ゼレンスキーはスヴィリデンコをユリヤ・コバリフの後任としてウクライナ大統領府の副長官に任命[5]。
- 2021年11月3日、与党「国民の僕」がスヴィリデンコを第一副首相兼ウクライナ経済大臣に指名し、2021年11月4日、ウクライナ最高議会は256人の議員の賛成によりスヴィリデンコを第一副首相（英語版）兼経済発展貿易大臣（英語版）に任命 [6]。
- 2025年7月14日、ゼレンスキー大統領より次期首相に指名された[7]。同月17日、ウクライナ最高議会より262人の賛成を得て首相に任命された[1]。